# Smögen
Smögen is een plaats en eiland in de gemeente Sotenäs in het landschap Bohuslän en de provincie Västra Götalands län in Zweden. De plaats heeft 1437 inwoners (2005) en een oppervlakte van 104 hectare. De plaats is met de plaats Kungshamn verbonden door de Smögenbron (Smögen brug).
Smögen wordt ook wel een typisch Zweeds plaatsje genoemd, alsook de plaats waar de, zogenaamde, 'svennebanan' rijkelijk aanwezig is.